# Médée

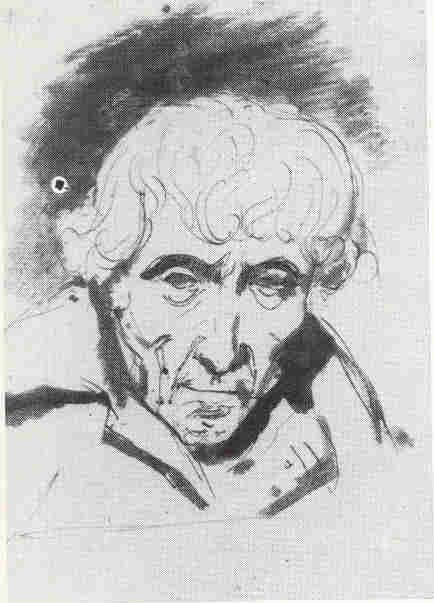
Luigi Cherubini door H.Vernet

Médée (vanaf de tweede druk "opéra comique" genoemd) is een opera van Luigi Cherubini, over de mythische Medea. Het libretto van Nicolas Etienne Framéry (François Benoît Hoffmann) berust op de gelijknamige tragedie (1635) van Pierre Corneille, welke op zich weer teruggaat op de versie van Euripides en die van Seneca. De première was in het Théâtre Feydeau op 13 maart 1797 te Parijs.
Het is een zeker voor die tijd ongehoorde horrorcompilatie van moord en wraak. Formeel is het een opéra comique (zoals dat past bij het Theatre Feydeau); dat wil zeggen, dat er oorspronkelijk sprake is van gesproken en niet van gezongen dialogen tussen de georkestreerde gedeelten. Qua inhoud is de opera zeker niet komisch maar juist hoogst dramatisch.
Het Parijse première-publiek waardeerde het matig, na 20 voorstellingen hielden ze het voor lange tijd gezien. Een succes werd het met name in Duitsland. Beethoven, Schumann, von Webern en Brahms spraken zeer lovend over deze opera. Lachner heeft in 1854 in de stijl van Wagner (!) recitatieven gecomponeerd. Voor een uitvoering in Wenen (1809) had Cherubini zelf al de opera 500 maten ingekort door de laatste regels van de aria "Du trouble affreux qui me dévore" met houtskool te bedekken. En dat is de huidige gebruikelijke uitvoeringspraktijk. In 2013 maken wetenschappers van de Stanford-universiteit door middel van röntgen deze verborgen noten weer zichtbaar zodat de oorspronkelijke opera weer bekend is.
In de 20e eeuw had Maria Callas de Italiaanse versie (Medea) van deze opera op haar repertoire. Dit maakte een groter publiek bewust van de grote kwaliteiten van deze opera.
Er bestaat overigens ook een (niet onbelangrijke) opera Médée van Marc-Antoine Charpentier. De opera Médée van Paul Bastide kreeg zijn première in 1911 in Den Haag; maar deze opera lijkt weinig indruk te hebben gemaakt. Hetzelfde geldt voor de Médée van Darius Milhaud (1939).

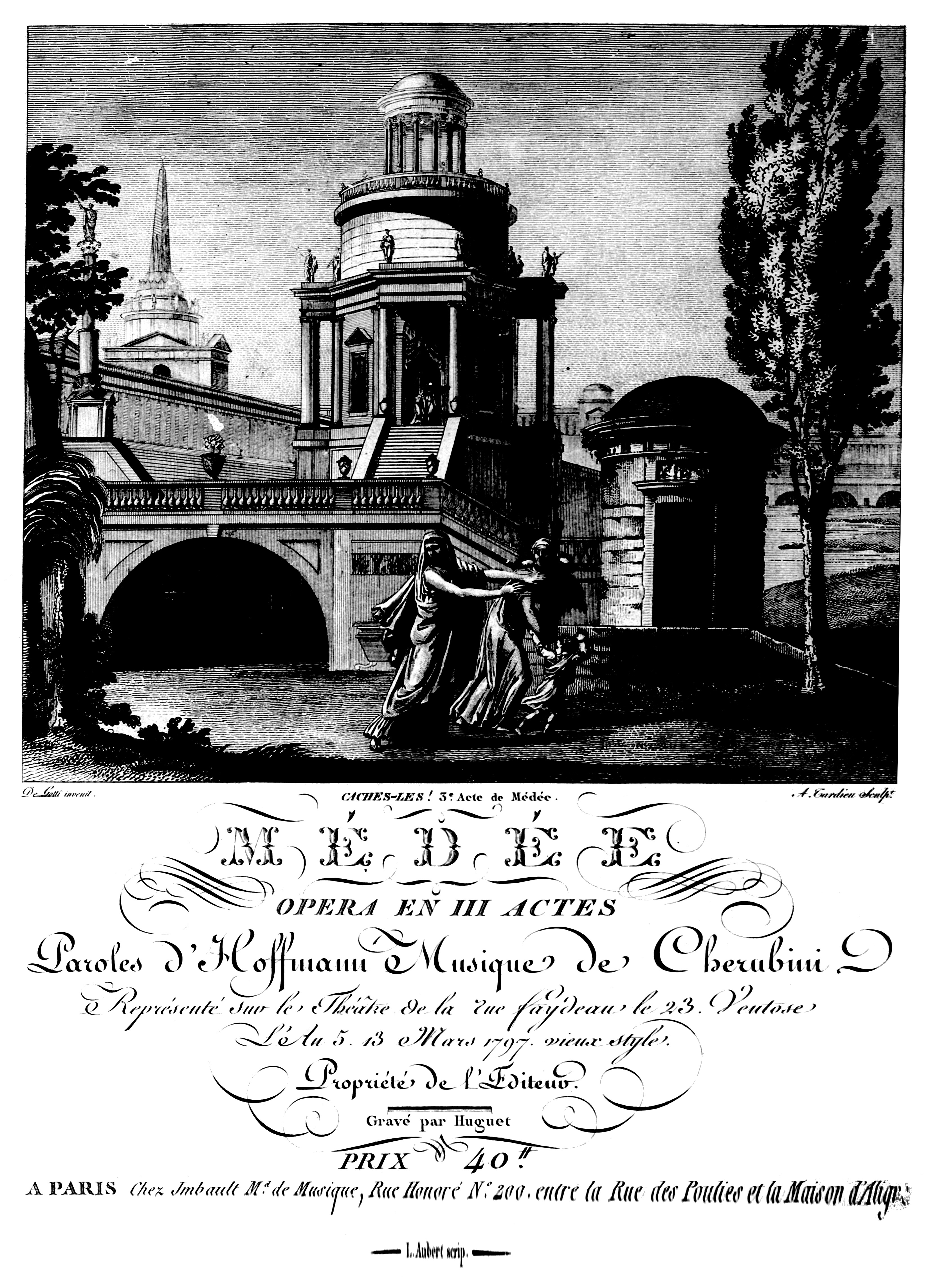
Medea Cherubini titelblad

## Bezetting
- Jason, leider van de Argonauten (Tenor)
- Médée, zijn echtgenoot (Sopraan)
- Neris, haar vertrouwelinge (Alt)
- Creonte (Kreon), Koning van Korinthe (Bariton)
- Glauce (Dircé), zijn dochter (Sopraan)
- Hoofdman van de wacht (Bas)
- De twee kinderen van Jason en Médée (stille rollen)
- Dienaressen, Argonauten, Volk van Korinthe

Plaats: paleis van Creon en omgeving in Korinthe in het antieke Griekenland. De opera wordt tegenwoordig vaak in het Italiaans gezongen.

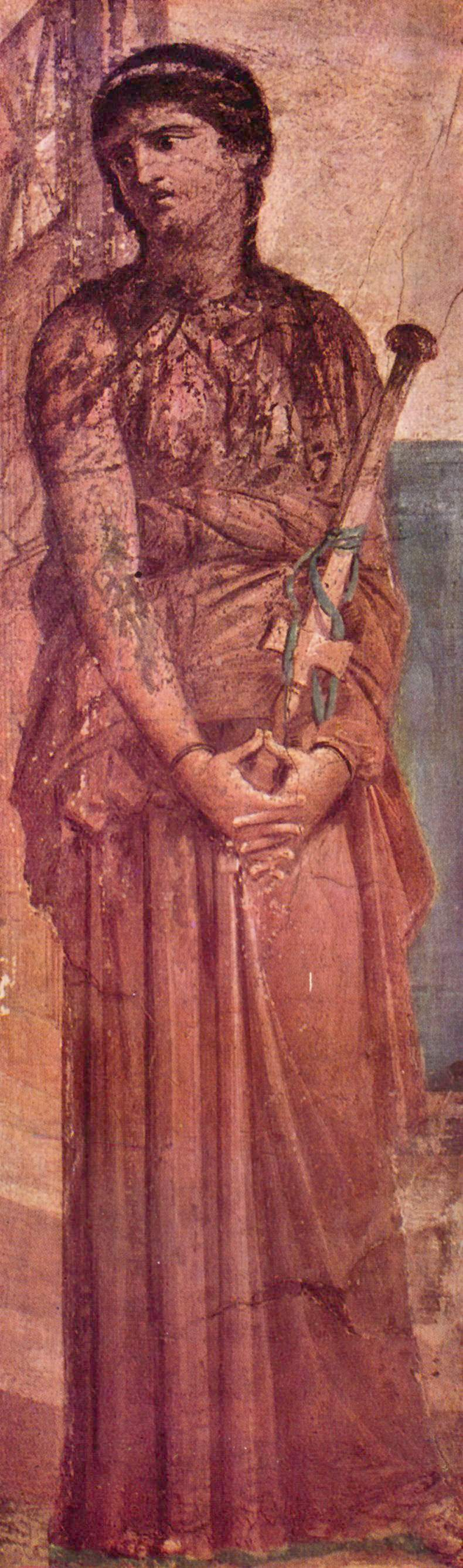
meester Herculaneum: Médée

## Verhaal
Médée, de koningsdochter, priesteres en tovenares uit Colchis heeft heel wat stof doen opwaaien. Tegen de wil van haar vader hielp zij Jason om het Gulden Vlies te bemachtigen, en dat was het begin van een drama dat zijn weerga niet kent. Op de vlucht geslagen met Jason en zijn Argonauten vermoordt zij eerst haar broertje en werpt zijn aan stukken gesneden lichaam in zee. Zo dwingt ze haar vader de achtervolging te staken. De geliefden varen naar Iolcus, waar Jason volgens afspraak het Gulden Vlies moet afleveren om de troon van zijn familie terug te krijgen. Maar dat loopt anders: zijn boze oom Pelias, die wederrechtelijk regeert, peinst er niet over zich aan zijn belofte te houden. Een nieuwe moordpartij volgt, waarin Médée wederom de hand heeft. Toch heeft de dood van Pelias niet het gewenste resultaat, omdat zijn zoon een van de Argonauten was en nu op zíjn beurt op wraak zint. Opnieuw slaan Jason en Médée op de vlucht, ditmaal naar Korinthe, en dat is waar nagenoeg alle aan Médée gewijde muziekstukken -ook Cherubini en Hoffman- het verhaal laten beginnen.
Maar wat in het verleden is gebeurd werpt wel degelijk zijn schaduw vooruit. Want ook al worden Jason en Médée aan het hof van koning Creon aanvankelijk hartelijk ontvangen, dat blijft niet zo. De koning begint in Jason een ideale echtgenoot voor zijn dochter Creüse te zien. En dan vindt Creon in de gebeurtenissen uit het verleden een stok om Médée te slaan. Zij moet haar beide kinderen afstaan en zal zelf worden verdreven. Médées wraak is verschrikkelijk. Zij maakt niet alleen Creon krankzinnig, zij doodt ook Creüse, en zelfs de kinderen die zij van Jason heeft moeten eraan geloven. Alleen Jason zelf wordt gespaard, opdat hij tot in lengte van dagen zijn verlies zal betreuren.

## Synopsis

### Eerste akte
Het paleis van koning Creonte, Het is aan de vooravond van het huwelijk van zijn dochter Glauce met Jason, die het Gulden Vlies uit Colchis heeft teruggehaald. Hij heeft zijn opdracht met succes kunnen uitvoeren (Tocht der Argonauten) dankzij de hulp van Médée, de tovenares, die, om Jason ter wille te zijn, haar vader en de bevolking van Colchis op een dwaalspoor heeft geleid en haar broer Absyrtus gedood heeft. Daarna is zij Jason naar Korinthe gevolgd en heeft hem twee kinderen geschonken. Jason heeft Médée in de steek gelaten om met Glauce te trouwen. Zij is nu beducht voor de wraak van Médée.
Jason en haar vader proberen Glauce gerust te stellen. Glauce roept Hymen aan om het huwelijk te zegenen. Creon belooft Jasons kinderen te beschermen en Jason vraagt Dirce de geschenken van de Argonauten te accepteren. Dan volgt de Mars van de Argonauten; direct gevolgd door een duet. Glauce wordt door het zien van het Gulden Vlies aan haar eerdere bange voorgevoelens herinnerd. Jason probeert Glauce gerust te stellen, door te stellen dat Médée vermoedelijk dood is. Creon roept haar op te vertrouwen op de mildheid van de Goden. Allen voegen zich in een hymne aan Hymen.
Een officier meldt de komst van een gesluierde vrouw, die aan de poort van het paleis toegang verlangt. Als zij wordt binnengelaten, blijkt het Médée te zijn, die Jason opeist. Creonte verbant haar uit Korinthe, onder bedreiging van de kerker, indien zij niet dezelfde dag vertrokken zal zijn. Er volgt een volledig georkestreerd lang duet tussen Jason en Médée tot besluit van de akte. Médée smeekt Jason af te zien van zijn huwelijk met Glauce. Haar smeken gaat over in verwijten, die uitlopen op bedreigingen, en de akte eindigt met een heftige twist tussen Médée en Jason. De muziek volgt hier zeer nauwkeurig de emoties zoals die opspelen.

### Tweede akte
Voor het paleis. Médée komt woedend op en vervloekt Jason, die haar verhindert haar kinderen te zien. Ze roept de goden van de Hades op haar te helpen bij haar wraak. Neris smeekt haar zich te verbergen voor de woede van Creon. Médée wacht hem echter op en bepleit (eerste aria van deze akte) haar een dag respijt te geven om afscheid van haar kinderen te nemen. Creon vraagt haar hoe zij het waagt nog hier te zijn. Ieders respectieve emoties zijn in een uitgebreid ensemble verwerkt. Uiteindelijk verwerft Médée met moeite de gunst, deze ene dag nog op zijn grondgebied te mogen vertoeven. Haar slavin Neris zingt een aria om haar te troosten en moed in te spreken. Médée veert op: ze wil weer haar wraak plannen. Jason komt nu op, die beweert dat hij haar nooit heeft willen terugzien, maar nu wil weten met welk doel zij haar vertrek uitstelt.
Zij vraagt hem de kinderen aan haar terug te geven, maar hij weigert haar tot hen toe te laten. Uit hun gesprek concludeert Médée dat Jason werkelijk veel van zijn kinderen houdt. Dat brengt haar op de gedachte zich op hem te wreken door de kinderen te doden. Zij blijft net zo lang aandringen, tot Jason zwicht, en toezegt de kinderen naar haar toe te sturen. Terwijl zij op hen staat te wachten, hoort zij de klanken van de huwelijksplechtigheid. Zij zweert ook de bruid te zullen doden. Médée instrueert Neris haar kinderen aan Glauce een vergiftigde kroon, juwelen en een mantel te laten geven. In het slot klinken de klanken van de huwelijksceremonie (buiten het toneel), met als tegenaccent het wraakbeluste gemopper van Médée (op het toneel).

### Derde akte
Weiland voor de tempel. Orkestraal tussenspel waarin de storm (in de natuur en het hart van Médée) wordt uitgebeeld. Médée roept de hulp van de goden in, als Neris haar de beide kinderen brengt, en haar meldt de opdracht te hebben uitgevoerd. Médée levert een innerlijke strijd tussen haar moederliefde en haar wraakgevoelens. Neris meldt haar dat Glauce de diadeem al heeft opgezet.
Hierna volgt een aaneensluitend tot het slot van de akte durend muzikaal geheel, wat qua kracht voor die tijd ongehoord is. Médée vervloekt haar moederlijke zwakheid. Onder dekking van de kreten uit het paleis waar Glauce wordt verteerd door het vuur uit de haar aangeboden cadeaus, sleept zij de kinderen de tempel in om ze te vermoorden. Jason stormt met de Korinthiërs binnen, maar is te laat. Médée staat in de deuropening met haar mes te zwaaien omringd door de 3 Eumeniden. Zij profeteert dat Jason als dakloze de rest van zijn leven zal zwerven en haar in de Hades weer zal zien. De tempel vliegt in brand, Médée stijgt ten hemel, het volk vlucht, het doek valt.